# Ferruccio Manza
Ferruccio Manza (nascido em 26 de abril de 1943) é um ex-ciclista italiano que participava em competições de ciclismo de estrada. Competiu como profissional em 1996 e 1997.

## Carreira
Como amador, ele participou nos Jogos Olímpicos de 1964 em Tóquio, onde conquistou uma medalha de prata na prova de contrarrelógio por equipes (100 km), juntamente com Severino Andreoli, Luciano Dalla Bona e Pietro Guerra. Ele não terminou na estrada individual.